# 巨勢徳多
巨勢 徳多（こせ の とこた/とくだ/とこだこ）は、飛鳥時代の人物。名は徳太・徳陀・徳陀子・徳太古・徳陀古とも記される。冠位は大繡・左大臣。

## 経歴
舒明天皇の大葬では、大派皇子（敏達天皇の子）の名代として誄（しのびごと）を読み上げる。巨勢氏は蘇我氏と親密な関係にあり、徳多も蘇我入鹿の側近として皇極天皇2年（643年）の山背大兄王征討時には軍の指揮を執っている。ところが、大化元年（645年）に中大兄皇子によって入鹿が暗殺される（乙巳の変）と、直ちに皇子に降伏して蘇我氏討伐に参加し、復讐を図る蘇我氏遺臣の漢直らを説得して兵を引かせた。その功労によって大化3年（647年）の冠位十三階導入時には旧来の冠位十二階による小徳より小紫に昇進した。この間の大化元年（645年）7月に高麗・百済・新羅が使節を派遣してきた際に、各使節に詔を伝達している。
大化5年（649年）阿倍内麻呂の死去後に空位となっていた左大臣に任じられて大紫に昇進する。中大兄皇子と前任の左右両大臣は晩年において路線対立があり、前任の右大臣・蘇我倉山田石川麻呂は謀反の疑いで自殺に追い込まれているが、徳多は右大臣・大伴長徳と共に中大兄皇子や中臣鎌足との協調を図りながら政権を運営した。
白雉2年（651年）に新羅の使者が倭国（日本）訪れた際に、新羅が唐に臣従して制度も唐制に改めたと知って追い返すという事件が起きているが、その際に新羅と唐が結ぶことを危惧した徳多は先に新羅を攻めるように進言したが、採用されなかった。だが、徳多の死後に倭国は白村江の戦いにおいて唐・新羅連合軍に敗れる事になる。
斉明天皇4年（658年）1月13日左大臣在任中に病没した。冠位が大繡であったことが子孫の薨伝で知られる。『公卿補任』では没年齢を66歳としているが、大化5年（649年）時には50歳としており、矛盾している。